# 海鳴り小坊主

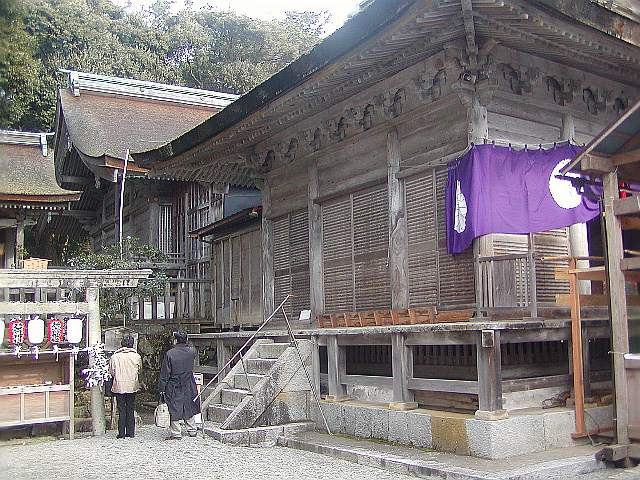
気多大社（石川県）

海鳴り小坊主、海鳴小坊主（うみなりこぼうず）は、石川県羽咋市に伝わる妖怪。
気多大社の裏の森が音をたてることを、土地の人々はこの名で呼び、恐れている。かつて上杉謙信の軍勢に攻められ、海に身を投げて命を落とした僧兵たちの亡霊の仕業といわれている。
この森は「入らずの森」とも呼ばれ、僧兵の亡霊たちが成仏しきれないために海から陸へと這い上がり、森の木々にしがみつき、木を鳴らして音を立てているともいう。また、一の宮村では僧兵たちの上げる悲鳴が海鳴りになって聞こえるともいい、「三千小坊主の海鳴り坊主」と呼ばれる。